# Liste der Bodendenkmäler in Ettal
Auf dieser Seite sind die Bodendenkmäler in der oberbayerischen Gemeinde Ettal zusammengestellt. Diese Tabelle ist eine Teilliste der Liste der Bodendenkmäler in Bayern. Grundlage ist die Bayerische Denkmalliste, die auf Basis des Bayerischen Denkmalschutzgesetzes vom 1. Oktober 1973 erstmals erstellt wurde und seither durch das Bayerische Landesamt für Denkmalpflege geführt wird. Die folgenden Angaben ersetzen nicht die rechtsverbindliche Auskunft der Denkmalschutzbehörde.

## Bodendenkmäler in Ettal
| Lage                              | Objekt | Akten-Nr.     | Bild           |
| --------------------------------- | --- | ------------- | -------------- |
| Ammergauer Straße 8–10 (Standort) | Körpergräber des frühen Mittelalters. | D-1-8432-0003 |                |
| Kaiser-Ludwig-Platz 1 (Standort)  | Untertägige spätmittelalterliche und frühneuzeitliche Befunde im Bereich von Kloster Ettal mit der katholischen Klosterkirche St. Maria, abgegangener Klosterpfarrkirche Heilig Kreuz, Vorgängerbauten der Konventsgebäude und zugehörigem Wirtschaftshof. | D-1-8432-0004 | weitere Bilder |
| Ammergauer Straße 23 (Standort)   | Untertägige frühneuzeitliche Befunde im Bereich der ehemaligen St. Johann-Nepomuk-Kapelle in Ettal. | D-1-8432-0050 |                |